# Spalbeek
Spalbeek est une section de la ville belge de Hasselt située en Région flamande dans la province de Limbourg. C'était une commune à part entière avant sa fusion avec Kermt en 1971.
Le village est situé à 8 km à l'ouest du centre de Hasselt.

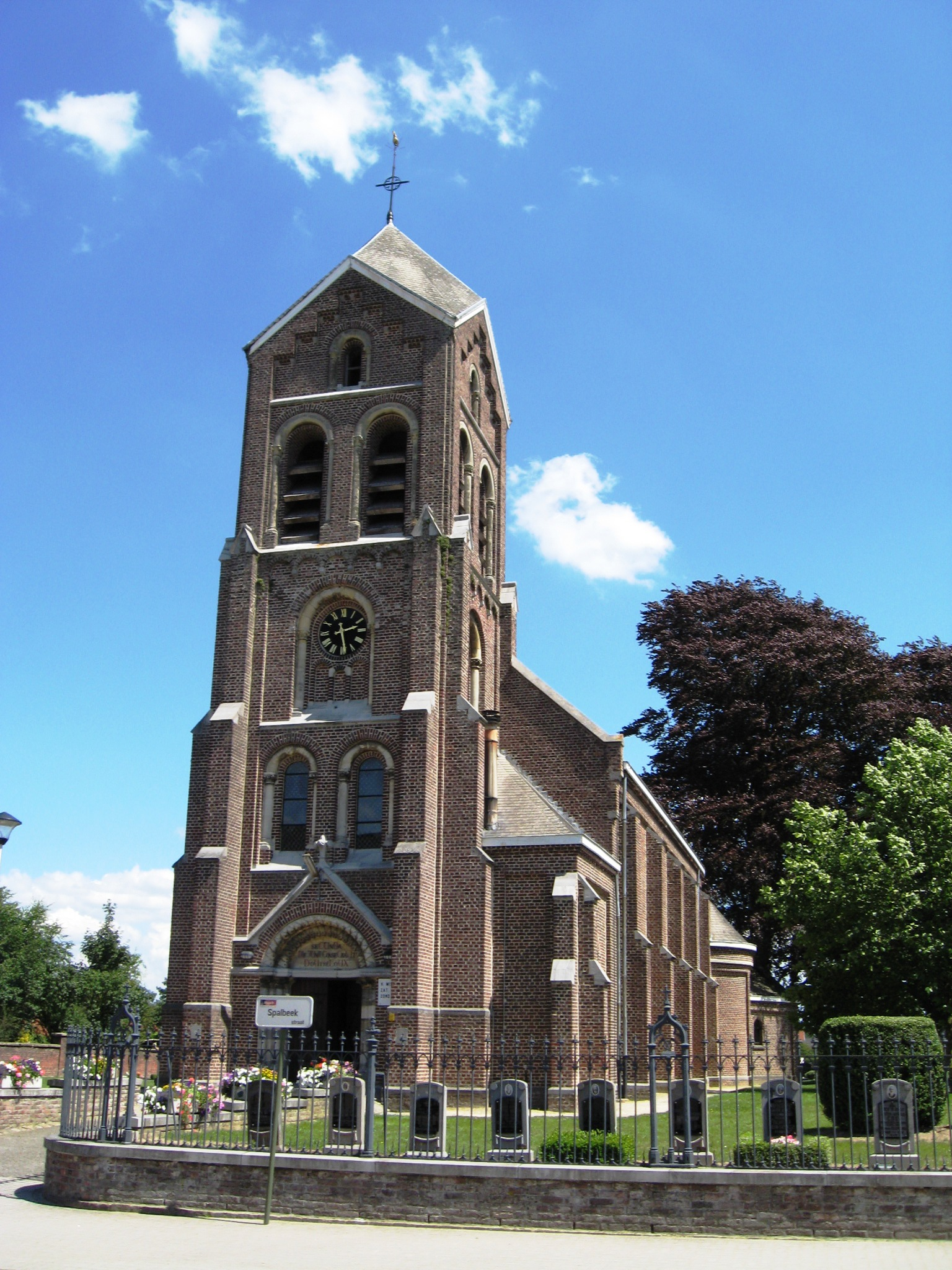
L’église Notre-Dame-de-l'Annonciation

## Évolution démographique
Sources: INS, www.limburg.be et Ville de Hasselt